# Aphaniosoma clitellatum
Aphaniosoma clitellatum är en tvåvingeart som beskrevs av Ebejer 1993. Aphaniosoma clitellatum ingår i släktet Aphaniosoma och familjen gulflugor.
Artens utbredningsområde är Malta. Inga underarter finns listade i Catalogue of Life.